# Distrikt La Cuesta
Der Distrikt La Cuesta liegt in der Provinz Otuzco in der Region La Libertad im Westen von Peru. Der Distrikt wurde am 2. Januar 1863 gegründet. Er besitzt eine Fläche von 41,4 km². Beim Zensus 2017 wurden 659 Einwohner gezählt. Im Jahr 1993 lag die Einwohnerzahl bei 747, im Jahr 2007 bei 708. Die Distriktverwaltung befindet sich in der 1874 m hoch gelegenen Ortschaft La Cuesta mit 77 Einwohnern (Stand 2017). La Cuesta liegt 15 km westlich der Provinzhauptstadt Otuzco.

## Geographische Lage
Der Distrikt La Cuesta liegt im Westen der Provinz Otuzco. Der Río La Cuesta, ein Zufluss des Río Moche, durchquert den Distrikt in südwestlicher Richtung.
Der Distrikt La Cuesta grenzt im Süden an den Distrikt Poroto, im Westen an den Distrikt Simbal, im Norden an die Distrikte Paranday und Sinsicap sowie im Osten an den Distrikt Agallpampa.

## Ortschaften
Neben dem Hauptort gibt es folgende Ortschaften (caseríos) im Distrikt:
- Caniac
- Carcha
- Nambuque
- Rogoday